# 美国蜡梅
美国蜡梅（学名：Calycanthus floridus）为蜡梅科夏蜡梅属下的一个种。

## 扩展阅读
- 維基物種上的相關：美国蜡梅